# Alfons Milà i Sagnier
Alfons Milà i Sagnier   (Barcelona, 16 de gener de 1924 - Barcelona, 26 de maig de 2009) fou un reconegut arquitecte català.

## Biografia
Llicenciat en arquitectura el 1952 a l'ETSAB. Als inicis de la seva carrera va col·laborar amb l'arquitecte Josep Antoni Coderch, qui el va influir molt. Des del 1953 desenvolupa la seva tasca professional en col·laboració amb Frederic Correa. Junts van marcar un punt d'inflexió en la concepció de l'arquitectura catalana que va servir d'exemple per a tota una nova generació d'arquitectes.
Durant la seva joventut, tant ell com el seu germà Leopold destacaren en competicions de motociclisme de velocitat (Alfons fou Campió d'Espanya el 1949, i Leopoldo el 1948).
Als seixanta van construir diverses cases a la població de Cadaqués amb un estil molt propi, caracteritzat, entre altres aspectes, pel mobiliari d'obra integrat en l'arquitectura. Ambdós són autors de l'interiorisme de locals tan significatius com els restaurants Reno (1961), Flash-Flash (1969) o Giardinetto (1974) de Barcelona. Són també autors d'obres tan emblemàtiques com l'Anella Olímpica de Barcelona. Des dels inicis de la seva carrera es dedica també al disseny de mobiliari i il·luminació, sobretot relacionat amb els projectes d'interiorisme del despatx. Entre els seus dissenys més destacats cal esmentar la cadira de braços Reno (1961), la cadira Barceloneta (1954) o l'aparador Lago (1957), en col·laboració amb Federico Correa.

## Obres més rellevants
- Museu Episcopal de Vic
- Diputació de Barcelona
- Fàbrica Montesa a Esplugues de Llobregat
- Botigues Furest
- Remodelació de la Plaça Reial de Barcelona
- Remodelació de l'Estadi Olímpic Lluís Companys

## Premis i reconeixements
- Premi FAD de 1959, juntament amb Frederic Correa.
- Premi FAD de 1971, juntament amb Frederic Correa.
- Premi FAD de 1974, juntament amb Frederic Correa.
- Medalla d'Or al Mèrit Artístic de l'Ajuntament de Barcelona (1995).[4]
- Medalla al treball President Macià (2001).[5]